# Kaitlyn Lawes
Kaitlyn Lawes (ur. 16 grudnia 1988 w Winnipeg, Manitoba) – kanadyjska curlerka, dwukrotna mistrzyni olimpijska (w 2014 w czwórkach kobiet i w parach mieszanych w 2018), mistrzyni świata z 2018, dwukrotna medalistka mistrzostw świata juniorów. Przez wiele lat grała jako trzecia w drużynie Jennifer Jones. Od 2022 skipuje własną drużynę z Seleną Njegovan, Jocelyn Peterman i Kristin Gordon.

## Kariera sportowa

### Bantam i juniorki
Lawes zaczęła grać w curling w wieku 4 lat. W 2007 jej drużyna doszła do finału mistrzostw prowincjonalnych, mecz ten przegrała wynikiem 7:3. Rok później zespół Lawes wygrał mistrzostwa Manitoby i wyjechał na Mistrzostwa Kanady. Po Round-Robin z bilansem 10-2 zajmował 1. miejsce. Dawało to automatyczne miejsce w finale, który wygrał 7:6. Na Mistrzostwach Świata Juniorów żeby dostać się do fazy playoff Kaitlyn Lawes musiała wygrać tie-breaker z Dunkami, następnie w dolnym meczu fazy zasadniczej Kanada przegrała z Rosją 5:7. Rewanż nastąpił w małym finale gdzie Lawes zdobyła brązowy medal pokonując Rosjanki 9:8.
Drużyna Kaitlyn Lawes w 2009 obroniła tytuł mistrzów kraju i ponownie wyjechała na mistrzostwa świata. Po rundzie grupowej zajmowała 3. miejsce, w playoff znów spotkała się z drużyną Rosji, mecz wygrała Kanada 4:3. Lawes wygrała półfinał ze Szwajcarkami 9:3, a następnie zdobyła srebrny medal po finałowej porażce ze Szkotkami 6:8.
Lawes wystąpiła w 2008 w World Curling Tour, dotarła do półfinału Casinos of Winnipeg Classic, turnieju zaliczanego do curlingowego Wielkiego Szlema.

### Z Cathy King
Po przekroczeniu wieku juniorskiego Kaitlyn Lawes dołączyła do zespołu Cathy King, gdzie zajęła miejsce trzeciej Lori Olson, która przeszła do drużyny Crystal Webster. Z nową drużyną wystąpiła w pierwszej fazie Canadian Olympic Curling Trials, jednak nie zakwalifikowała się do dalszych rozgrywek. Zespół King po zakończonym sezonie postanowił zrobić przerwę. 

### Z Jennifer Jones
W sezonie 2010/2011 Kaitlyn Lawes dołączyła do zespołu Jennifer Jones, gdzie zastąpiła Cathy Overton-Clapham. Jones w poprzednim sezonie wygrała mistrzostwa Kanady więc Lawes miała automatycznie zagwarantowane miejsce w rozgrywkach w 2011. Team Canada dotarł do finału, w którym przegrał przeciwko Amber Holland z Saskatchewan 7:8.
W 2012 ponownie wystąpiła w mistrzostwach Kanady. Zespół Jones dotarł do play-offów z 1. miejsca, ostatecznie stanął na najniższym stopniu podium przegrywając mecze przeciwko Kelly Scott i Heather Nedohin a wygrywając z Marie-France Larouche. Rok później reprezentantki Manitoby zdobyły srebrne medale.
Ekipa Jones zajęła pierwsze miejsce w Canadian Olympic Curling Trials 2013, w finale zawodniczki z Winnipeg pokonały 8:4 Sherry Middaugh. Lawes wystąpiła w barwach Kanady na Zimowych Igrzyskach Olimpijskich 2014. Reprezentacja kraju podczas turnieju w Soczi nie odniosła żadnej porażki, w decydujących meczach Kanadyjki triumfowały 6:4 nad Wielką Brytanią (Eve Muirhead) i 6:3 nad Szwecją (Margaretha Sigfridsson). W sezonie 2014/2015 mistrzynie olimpijskie wygrały Mistrzostwa Kanady 2015, w finale pokonały 6:5 Albertę (Valerie Sweeting). Kanadyjki prezentowały dobrą grę w MŚ 2015, nie mogły jednak wygrać ze szwajcarskim zespołem dowodzonym przez Alinę Pätz. Drużyna Jennifer Jones zdobyła srebrne medale, w rundzie Page play-off dwukrotnie ulegała Szwajcarkom, w tym 3:5 w meczu finałowym. Podczas Scotties Tournament of Hearts 2016 zespół Jones zakwalifikował się do fazy finałowej, jednak zawodniczkom nie udało się obronić tytułów mistrzowskich. Ostatecznie wygrywając mecz przeciwko Kerri Einarson uplasowały się na najniższym stopniu podium.

#### Igrzyska olimpijskie 2018 - pary mieszane
Na początku 2018 roku Lawes wywalczyła prawo do startu w Zimowych Igrzyskach Olimpijskich w Pjongczangu w parach mieszanych. W eliminacjach, rozgrywanych w Portage la Prairie, w parze z Johnem Morrisem, zwyciężyła, pokonując w finale parę Brad Gushue i Valerie Sweeting. Na igrzyskach para zdobyła złoty medal, pokonując w finalę reprezentantów Szwajcarii.

### Team Lawes
W marcu 2022 roku zespół Jones ogłosił, że obecny sezon będzie ostatnim rozgrywanym w tym składzie. Po rozpadzie drużyny Lawes oraz grająca na drugiej pozycji Jocelyn Peterman utworzyły nową drużynę razem z Seleną Njegovan i Kristin MacCuish z Team Fleury. W nowym składzie Lawes gra na pozycji czwartej oraz jako skip.

#### Sezon 2022/23
Na początek pierwszego sezonu nowa drużyna zajęła drugie miejsce w zawodach Oslo Cup, w finale przegrywając z Anną Hasselborg. Kilkanaście dni później wygrały pierwszy turniej – Mother Club Fall Curling Classic. W finale pokonały zespół Sary Anderson. Lawes następnie udała się na urlop macierzyński, podczas którego rolę skipa pełniła Njegovan, a drużynę wzmocniła Laura Walker. W tym układzie Team Lawes zwyciężył w 1824 Halifax Classic.
Lawes powróciła do gry na początku 2023 roku. Pierwszym turniejem był Canadian Open, gdzie nie awansowały do fazy play-off. W 2023 Manitoba Scotties Tournament of Hearts Lawes została wyeliminowana w półfinale przez Abby Ackland. Mimo tego drużyna zagrała w Scotties Tournament of Hearts jako Team Wildcard. Po uzyskaniu bilansu 5-3 w fazie round-robin zostały wyeliminowane w tiebreakerze przez Christinę Black.

## Życie prywatne
Kaitlyn Lawes studiowała na University of Manitoba. Pracowała w dziale sprzedaży firmy Goldline Curling Supplies, zajmującej się produkcją sprzętu curlingowego.
Jej partnerem jest hokeista Stephan Vigier. W grudniu 2022 roku parze urodziła się córka Myla. W listopadzie 2024 urodziła drugą córkę, Ellę.

## Wielki Szlem
| Turniej                | 2009/2010 | 2010/2011 | 2011/2012 | 2012/2013 | 2013/2014 | 2014/2015 |
| ---------------------- | --------- | --------- | --------- | --------- | --------- | --------- |
| Autumn Gold            | SF        | SF        | x         | x         | QF        | W         |
| Manitoba Lotteries     | x         | QF        | QF        | QF        | W         | W*        |
| Colonial Square        | A*        | F*        | SF*       | PO        | W         | A         |
| Masters                | A*        | W*        | SF*       | x         | SF        | SF        |
| Canadian Open          | —         | —         | —         | —         | —         | QF        |
| Players’ Championships | x         | W         | SF        | SF        | W         | x         |

| *  | = turniej niezaliczany do cyklu Wielkiego Szlema |
| —  | = turniej nie odbył się                          |
| A  | = nie uczestniczyła                              |
| x  | = nie zakwalifikowała się do fazy finałowej      |
| PO | = runda play-off                                 |
| QF | = ćwierćfinał                                    |
| SF | = półfinał                                       |
| F  | = finał                                          |
| W  | = zwycięstwo                                     |

### Nierozgrywane
| Turniej     | 2009/2010 | 2010/2011 |
| ----------- | --------- | --------- |
| Sobeys Slam | —         | W         |

## Drużyna
|              | Czwarty/-a     | Trzeci/-a       | Drugi/-a         | Otwierający/-a            |
| ------------ | -------------- | --------------- | ---------------- | ------------------------- |
| 2024/25      | Kaitlyn Lawes  | Selena Njegovan | Jocelyn Peterman | Kristin Gordon            |
| 2023/24      | Kaitlyn Lawes  | Selena Njegovan | Jocelyn Peterman | Kristin MacCuish          |
| 2022/2023    | Kaitlyn Lawes  | Selena Njegovan | Jocelyn Peterman | Kristin MacCuish          |
| 2021/2022    | Jennifer Jones | Kaitlyn Lawes   | Jocelyn Peterman | Dawn McEwen / Lisa Weagle |
| 2020/2021    | Jennifer Jones | Kaitlyn Lawes   | Jocelyn Peterman | Dawn McEwen / Lisa Weagle |
| 2019/2020    | Jennifer Jones | Kaitlyn Lawes   | Jocelyn Peterman | Dawn McEwen               |
| 2018/2019    | Jennifer Jones | Kaitlyn Lawes   | Jocelyn Peterman | Dawn McEwen               |
| 2010 – 20181 | Jennifer Jones | Kaitlyn Lawes   | Jill Officer     | Dawn McEwen               |
| 2009/2010    | Cathy King     | Kaitlyn Lawes   | Raylene Rocque   | Tracy Bush                |
| 2008/2009    | Kaitlyn Lawes  | Jenna Loder     | Laryssa Grenkow  | Breanne Meakin            |
| 2007/2008    | Kaitlyn Lawes  | Jenna Loder     | Liz Peters       | Sarah Wazney              |

1 - od września do grudnia 2012 Jennifer Jones nie grała z powodu ciąży. Czwartą i kapitanem była Kaitlyn Lawes, jako trzecia do zespołu dołączyła Kirsten Wall.

## CTRS
Pozycje drużyn Kaitlyn Lawes w rankingu CTRS:
- 2016/2017 – 2.
- 2015/2016 – 2.
- 2014/2015 – 1.
- 2013/2014 – 1.[30]
- 2012/2013 – 2.
- 2011/2012 – 1.
- 2010/2011 – 1.
- 2009/2010 – 10.
- 2008/2009 – 29.